# ЦСКА-2 (футбольний клуб, Москва)
Професіональний футбольний клуб «ЦСКА-2» (Москва) або просто «ЦСКА-2» (рос. Профессиональный футбольный клуб ЦСКА-2 Москва) — російський футбольний клуб з міста Москва.

## Хронологія назв
- 1936—1940: ЦБЧА-2 (Москва)
- 1945—1957: ЦБЧА-д (Москва)
- 1957—1960: ЦСК МО-д (Москва)
- 1960—....: ЦСКА-2 (Москва)

## Історія
Друга команда ЦБЧА-2 заснована 1936 року в Москві. У 1936 році взяла участь у кубку СРСР. З 1945 по 1991 років виступав під назвою ЦБЧА-2 (Москва), ЦБЧА-д (Москва), ЦСК МО-д (Москва) та ЦСКА-2 (Москва) в чемпіонатах СРСР.
У чемпіонаті Росії клуб стартував у Другій лізі, зона 3, в якій виступав до 1993 року, а потім до 1997 року виступав у Третій лізі, зоні 3.
З 2001 року виступає в турнірі дублерів чемпіонату Росії.